# Стигмателлин
Стигмателлин — мощный ингибитор сайта окисления хинола (Qout-сайта) цитохром-bc1-комплекса митохондрий и цитохром-b6f-комплекса в мембране тилакоидов.
Стигмателлин был выделен из миксобактерии Stigmatella aurantica и содержит 5,7-диметокси-8-гидроксихромоновую ароматическую группу с алкеновой цепью во втором положении. Были получены структуры bc1-комплексов быка и дрожжей (Saccharomyces cerevisiae), ингибированных стигмателлином. Он связывается в Qout-сайте цитохрома b, дистальнее гема bL и взаимодействует с остатком гистидина (His-181) белка Риске при помощи водородной связи. Этот остаток гистидина служит лигандом железосерного кластера [2Fe-2S]. Водородная связь повышает редокс-потенциал железосерного кластера с 290 до 540 мВ и сковывает движения цитоплазматического домена Белка риске.